# Андигола
45°40′ пн. ш. 16°37′ сх. д. / 45.67° пн. ш. 16.62° сх. д.
Андигола (хорв. Andigola) — населений пункт у Хорватії, у Б'єловарсько-Білогорській жупанії у складі міста Чазма.

## Населення
Населення за даними перепису 2011 року становило 15 осіб.
Динаміка чисельності населення поселення: